# أليكساندرو أ. غروسو
أليكساندرو أ. غروسو (بالرومانية: Alexandru A. Grosu)‏ هو لاعب كرة قدم مولدوفي في مركز الوسط، ولد في 18 أبريل 1988 في كيشيناو في مولدوفا. لعب مع نادي تيراسبول.

## وصلات خارجية
- أليكساندرو أ. غروسو على موقع قاعدة بيانات كرة القدم.إي يو (الإنجليزية)
- أليكساندرو أ. غروسو على موقع Soccerway.com (الإنجليزية)